# Abdiwahid Gonjeh
Abdiwahid Elmi Gonjeh (lub Abdi Wahid Goonjeeh), somalijski polityk, minister i wicepremier, p.o. premiera Somalii od 21 września do 1 listopada 2010. 

## Życiorys
Abdiwahid Gonjeh jako polityk wszedł w skład uznawanego przez społeczność międzynarodową za reprezentanta państwa somalijskiego Tymczasowego Rządu Federalnego. 21 lutego 2009 objął stanowisko wicepremiera oraz ministra energii i ropy naftowej w gabinecie Omara Abdirashida Alego Sharmarke. 4 lipca 2010 został mianowany przez niego na stanowisko wicepremiera oraz ministra transportu powietrznego i drogowego. 
21 września 2010 został mianowany przez prezydenta Sharifa Sheikha Ahmeda p.o. premiera Somalii, po rezygnacji ze stanowiska przez premiera Sharmarke. Stanowisko zajmował do 1 listopada 2010.